# Il soldato americano
Richard Murphy: Rumoroso.»
(Il soldato americano)
Il soldato americano (titolo originale tedesco Der Amerikanische Soldat) è un film del 1970 del regista Rainer Werner Fassbinder, tratto dall'omonimo dramma teatrale firmato dallo stesso regista.

## Trama
Richard Murphy, cittadino tedesco naturalizzato statunitense (il suo vero nome è, infatti, Richard v. Rezzori), torna nella sua città natale, Monaco di Baviera, dove ha lasciato una madre bevitrice, con cui non ha rapporti, e un fratello psicolabile da sempre segretamente innamorato di lui. Dati i suoi trascorsi di cecchino nella guerra del Vietnam, viene assoldato come killer dalla polizia per far fuori alcuni elementi scomodi dei bassifondi ormai diventati ingestibili. Aiutato dal migliore amico di infanzia, Franz, Richard intraprende così la propria missione, ben conscio che il prossimo a morire potrebbe essere lui...

## Curiosità
Il nome del personaggio interpretato da Fassbinder è lo stesso utilizzato dal cineasta bavarese per firmare il montaggio di molte sue pellicole.